# Craig Gillespie
Craig Gillespie (Sydney, Austràlia, 1 de setembre de 1967 és un director de cinema australià.
Havent nascut i crescut a Sydney, Craig Gillespie es trasllada a Nova York amb 19 anys.
S'incorpora a l'escola d'arts visuals de Nova York per a estudiar il·lustració, disseny gràfic i publicitat. Comença a interessar-se als films un poc després els seus vint anys, quan un dels seus amics arriba a fer de realitzador l'encoratja a fer el mateix.
El 2007 es va estrenar com a director de cinema amb la comèdia Mr. Woodcock, pel·lícula que va tenir alguns problemes de producció, tan que després d'algunes proves Gillespie deixa el projecte i algunes escenes es tornen a escriure i rodar amb David Dobkin. A menys d'un mes del final de les preses de Mr. Woodcock, quan la pel·lícula era encara en postproducció, Gillespie comença una nova pel·lícula, Lars and the Real Girl, basat en un text de Nancy Oliver que tenia entre mans des de feia quatre anys. La pel·lícula, interpretada Ryan Gosling, conta la història d'un noi introvertit que comença una relació amb una RealDoll. La pel·lícula obté una nominació a l'Oscar al millor guió original.
Després treballa per la televisió dirigint alguns episodis, inclòs l'episodi pilot, de la sèrie de televisió United States of Tara. El 2010 dirigeix l'episodi pilot de la sèrie de TV My Generation. El 2011 dirigeix la pel·lícula Fright Night , remake de la pel·lícula del 1985 del mateix títol, amb Colin Farrell, Anton Yelchin i Tons Collette.

## Filmografia
- 2007: Mr. Woodcock
- 2007: Lars and the Real Girl
- 2011: Fright Night
- 2014: Million Dollar Arm
- 2015: The Finest Hours
- 2017: I, Tonya